# Qatar Stock Exchange
Die Qatar Stock Exchange (QSE) ist die wichtigste Wertpapierbörse in Katar.  Im Juni 2018 betrug die gesamte Marktkapitalisierung (Wert aller gelisteten Unternehmen) ca. 149,7 Milliarden US-Dollar.

## Geschichte
Der 1995 gegründete Doha Securities Market (DSM) wurde 1997 offiziell in Betrieb genommen. Seitdem hat sich die Börse zu einem der führenden Aktienmärkte in der Golfregion entwickelt.
Im Juni 2009 unterzeichneten die Qatar Holding, der strategische und direkte Investmentarm der Qatar Investment Authority (QIA), und die NYSE Euronext, die weltweit führende Börsengruppe, eine Vereinbarung zur Bildung einer strategischen Partnerschaft, um die Börse weltweit zu etablieren. Das DSM wurde nach Abschluss des Deals in Qatar Stock Exchange umbenannt.
Das Hauptziel der Qatar Stock Exchange ist es, die Wirtschaft Katars zu unterstützen, indem die Unternehmen in Katar im Rahmen ihrer Unternehmensstrategie Kapital beschaffen und Investoren eine Plattform bieten, auf der sie eine Vielzahl von Finanzprodukten transparent und effizient handeln können. Die Börse von Katar bietet der Öffentlichkeit auch Zugang zu Marktinformationen und gewährleistet die korrekte Weitergabe von Informationen.

## Mitgliedschaften
- Die QSE ist ein volles Mitglied des World Federation of Exchanges.
- Arab Federation of Exchanges[3]
- Sustainable Stock Exchanges Initiative